# Sri-lankische Badmintonmeisterschaft 2000
Die Sri-lankische Badmintonmeisterschaft 2000 war die 48. Austragung der nationalen Titelkämpfe im Badminton in Sri Lanka.

## Sieger und Finalisten
| Disziplin    | Gold                                  | Silber                              |
| ------------ | ------------------------------------- | ----------------------------------- |
| Herreneinzel | Thushara Edirisinghe                  | Manjula Fernando                    |
| Dameneinzel  | Chandrika de Silva                    | Dilhani de Silva                    |
| Herrendoppel | Duminda Jayakody Thushara Edirisinghe | U. D. R. P. Kumara Manjula Fernando |
| Damendoppel  | Chandrika de Silva Dilhani de Silva   | Sureni Nandasiri Nadeesha Gayanthi  |
| Mixed        | Duminda Jayakody Chandrika de Silva   | Kamal Gamlath Dilhani de Silva      |